# BeBe Winans
BeBe Winans, nato Benjamin Glenn (Detroit, 17 settembre 1962), è un cantante statunitense.

## Biografia
Nato in una famiglia di artisti gospel, ha pubblicato diversi album con sua sorella CeCe Winans. Il primo di questi, Lord Lift Us Up, a nome BeBe & CeCe Winans, è uscito nel 1984.
Nel 1995 il duo si separa per intraprendere le carriere soliste dei due fratelli, che ritorneranno a duettare con l'album Still uscito nel 2009. Questo disco ha vinto un Grammy Award nella categoria "Best Contemporary R&B Gospel Album".
Nel 1996 firma un contratto con Atlantic Records e debutta da solista l'anno seguente con l'album eponimo BeBe Winans. Interpreta con le Eternal il singolo I Wanna Be the Only One (1997).
L'album successivo Love & Freedom viene pubblicato dalla Motown nel 2000. Due anni dopo pubblica un album dal vivo, mentre nel 2004 pubblica un album natalizio, in gran parte orchestrale. 
Nel 2008 diventa voce di un programma radiofonico dal titolo The BeBe Winans Radio Show.
Nel 2012 pubblicò The Whitney I Knew, un libro di memorie su Whitney Houston, che era morta all'inizio di quell'anno. Winans era un caro amico della cantante e cantò al suo funerale.

## Discografia

### Solista
- 1997 – BeBe Winans (Atlantic Records)
- 2000 – Love & Freedom (Motown)
- 2002 – Live and Up Close (Motown)
- 2004 – My Christmas Prayer (The Movement Group / Hidden Beach / Epic)
- 2005 – Dream (The Movement Group / Still Waters / Hidden Beach)
- 2007 – Cherch (The Movement Group / Koch)
- 2012 – America, America (My Destiny / Razor & Tie)
- 2019 – Need You

### BeBe & CeCe Winans
- 1984 – Lord Lift Us Up (PTL)
- 1987 – BeBe & CeCe Winans (Sparrow / Capitol)
- 1988 – Heaven (Sparrow / Capitol)
- 1991 – Different Lifestyles (Sparrow / Capitol)
- 1993 – First Christmas (Sparrow / Capitol)
- 1994 – Relationships (Sparrow / Capitol)
- 1996 – Greatest Hits (Sparrow / EMI)
- 2006 – The Best of BeBe and CeCe (Sparrow)
- 2009 – Still (B&C / Malaco)